# Eros Biondini
Eros Ferreira Biondini (Belo Horizonte, 20 de maio de 1971) é médico veterinário, cantor, apresentador e político brasileiro filiado ao Partido Liberal (PL).

## Biografia
Descendente de italianos, Eros Biondini nasceu em 1971 em Belo Horizonte, Minas Gerais. É bacharel em medicina veterinária pela Universidade Federal de Minas Gerais (UFMG) e pós-graduado lato sensu em Poder Legislativo pela Pontifícia Universidade Católica de Minas Gerais. Eros é casado com Adriana Biondini, com quem tem dois filhos, a deputada estadual Chiara Biondini e o conselheiro suplente do Conselho Fiscal da Cemig, Mauro Teixeira Biondini.  
Eros é integrante da Renovação Carismática Católica e fundador da Missão Mundo Novo. É idealizador do evento musical católico “Cristo é o Show” e do programa Mais Brasil da TV Canção Nova, que apresentou durante três anos.

### Carreira política
Em 2006, Eros Biondini obteve 68.359 mil votos e tornou-se deputado estadual pelo estado de Minas Gerais pelo PHS. Em seu mandato estadual foi vice-presidente das comissões de Turismo, Indústria, Comércio e Cooperativismo e de Participação Popular da Assembleia Legislativa de Minas Gerais.
Em 2010, foi eleito deputado federal, pelo PTB, obtendo 208.058 votos no pleito. No ano de 2013, Biondini assumiu a Secretaria de Esportes e da Juventude do Estado de Minas Gerais, durante o governo de Antonio Anastasia.
Em 2014, foi reeleito Deputado Federal com 179.073 votos.
Na Câmara dos Deputados, foi primeiro vice-presidente das comissões permanentes de Trabalho, de Administração e Serviço Público e de Defesa do Consumidor. Foi também suplente na Comissão de Seguridade Social e Família. Participou como suplente da Comissão Especial da Reforma Política e da Comissão sobre Catástrofes Climáticas, e como titular da CPI sobre Exploração Sexual de Crianças e Adolescentes; e foi relator da Subcomissão Especial para Acompanhamento, Fiscalização e Controle dos Serviços de Telecomunicações; coordena a Frente Parlamentar Mista em Defesa das Comunidades Terapêuticas e APACS.
Em março de 2016, trocou o PTB pelo Partido Republicano da Ordem Social (PROS) assumindo a presidência estadual do partido.
Votou a favor do Processo de impeachment de Dilma Rousseff. Posteriormente, foi favorável à PEC do Teto dos Gastos Públicos. Em abril de 2017 votou contra a Reforma Trabalhista.  Em agosto de 2017 votou a favor do processo em que se pedia abertura de investigação do então Presidente Michel Temer.Ainda em novembro do mesmo ano, votou pela aprovação da PEC 181/15, que torna crime o aborto.
Em 2018, foi reeleito Deputado Federal com 157.394 votos. Em 2022 foi eleito para um quarto mandato como deputado federal, com 77.900 votos.

## Desempenho eleitoral
| Ano  | Eleição                     | Partido | Candidato a                                    | Votos   | %                 | Resultado  | Ref    |
| ---- | --------------------------- | ------- | ---------------------------------------------- | ------- | ----------------- | ---------- | ------ |
| 2006 | Estaduais em Minas Gerais   | PHS     | Deputado estadual                              | 68.359  | 0,70%             | Eleito     | [ 17 ] |
| 2008 | Municipal de Belo Horizonte | PHS     | Vice-prefeito Titular: Leonardo Quintão (PMDB) | 519.787 | 41,26% (1º Turno) | Não eleito | [ 18 ] |
| 2008 | Municipal de Belo Horizonte | PHS     | Vice-prefeito Titular: Leonardo Quintão (PMDB) | 530.560 | 40,88% (2º Turno) |            | [ 18 ] |
| 2010 | Estaduais em Minas Gerais   | PTB     | Deputado federal                               | 208.058 | 2,02%             | Eleito     | [ 19 ] |
| 2014 | Estaduais em Minas Gerais   | PTB     | Deputado federal                               | 179.073 | 1,77%             | Eleito     | [ 20 ] |
| 2016 | Municipal de Belo Horizonte | PROS    | Prefeito                                       | 46.270  | 3,90%             | Não eleito | [ 21 ] |
| 2018 | Estaduais em Minas Gerais   | PROS    | Deputado federal                               | 157.394 | 1,56%             | Eleito     | [ 22 ] |
| 2022 | Estaduais em Minas Gerais   | PL      | Deputado federal                               | 77.900  | 0,70%             | Eleito     | [ 23 ] |

## Discografia
- Civilização do Amor (1997) c/Banda Nova Aliança
- É Tempo (1998) c/Banda Nova Aliança
- Viver Como Irmãos (1999) c/Banda Nova Aliança
- Ao Vivo no Maracanãzinho (2000) c/Banda Nova Aliança

Carreira Solo
- Tesouros (2002)
- Mundo Novo (2004)
- Minha História (2006)
- Tempo da Graça (2008)
- Felicidade (2010)
- Marcas de Amor (2013)
- Ir Além (2017)